# Флорес (департамент)
Флорес (исп. Flores) — один из департаментов Уругвая. Площадь составляет 5 144 км². Административный центр — город Тринидад.

## История
Был выделен из департамента Сан-Хосе указом от 30 декабря 1885 года, чтобы дать возможность стать сенатором тогдашнему президенту Максимо Бенито Сантосу (так как в то время не было поста вице-президента, то единственной возможностью вернуться к власти мирным путём без президентских выборов было возглавить Сенат, так как при отставке президента пост главы исполнительной власти переходил к главе Сената; в 1886 году новым президентом страны стал Франсиско Антонио Видаль, который тут же ушёл в отставку, освободив место для Сантоса).

## Население
Население по данным переписи 2004 года — 25 104 человек, из них 21 982 человека живут в административном центре департамента, городе Тринидад. Плотность населения — 4,88 чел./км². На 100 женщин приходится в среднем 97,5 мужчин. Рост населения: − 0,31 %. Рождаемость: 14,2 на 1000 человек; смертность: 9,97 на 1000 человек. Средний возраст: 34,2 года (32,8 для мужчин и 35,7 для женщин). Средняя продолжительность жизни: 76,96 лет (75,98 у мужчин и 81,1 у женщин).
Основные населённые пункты:
| Населённый пункт                   | Население, чел. (2011) |
| ---------------------------------- | ---------------------- |
| Тринидад (Trinidad)                | 21 429                 |
| Исмаэль-Кортинас (Ismael Cortinas) | 918                    |
| Андресито (Andresito)              | 261                    |

## Административное деление
Департамент Флорес делится на 1 муниципалитета:
- Исмаэль-Кортинас (Ismael Cortinas)